# Sharknado 5: Global Swarming
Série Sharknado
Sharknado: The 4th Awakens
(2016) Sharknado 6 : It's About Time
(2018)
Pour plus de détails, voir Fiche technique et Distribution.
Sharknado 5: Global Swarming, ou Sharknado 5 : Fourmillement Planétaire au Québec, est un téléfilm américain de science-fiction diffusé en France le 10 août 2017 à 20 h 55 sur la chaîne Syfy. Il s'agit du cinquième volet de la série de films Sharknado.

## Synopsis
Invité à Londres par le gouvernement britannique pour participer à une conférence de l'OTAN comme spécialiste en combat contre les requins, Fin est entraîné par Nova à explorer un temple souterrain situé sous Stonehenge. Des peintures rupestres leur apprennent que l'humanité a déjà été confrontée aux Sharknado à la préhistoire, mais les humains ont conçu un artefact (en forme d'aileron dorsal de requin) pour contrôler ces tornades. En s'en emparant, Fin et Nova déclenchent involontairement un Sharkado mondial qui frappe successivement les plus grandes villes du monde : Londres, Rio de Janeiro, Rome, Tokyo... Leur fils Gil ayant été aspiré par la tornade à Londres, Fin et sa femme April la poursuivent à travers le monde, pour tenter de sauver leur fils et empêcher la fin du monde.

## Fiche technique
- Réalisation : Anthony C. Ferrante
- Scénario : Thunder Levin
- Société de production : The Asylum
- Genre : comédie, science-fiction, film catastrophe
- Durée : 90 minutes
- Dates de diffusion :

 France : 10 août 2017 (1re diffusion Syfy)
- Interdit aux moins de 12 ans[réf. nécessaire]

## Distribution
- Ian Ziering (VF : Christophe Seugnet) : Finley Allan « Fin » Shepard
- Cassie Scerbo (VF : Nathalie Bienaimé) : Nova Clarke
- Tara Reid (VF : Marie Gamory) : April Dawn Wexler-Shepard
- Billy Barratt (VF : Sophie Planet) : Gil Shepard (enfant)
- Yanet García : Chara
- Porsha Williams : Andromeda
- Masiela Lusha : Gemini
- Cody Linley : Matt
- Russell Hodgkinson (VF : Gérard Rouzier) : Steven
- Margaret Cho : Simone
- Jai Rodriguez : Peter
- Dolph Lundgren : Gil Shepard (adulte)
- Anthony C. Ferrante : Dundee
- Olivia Newton-John : Orion
- Tony Hawk : the Hawk
- Natoo (VF : elle-même) : une touriste à Rome
- Kemar (VF : lui-même) : un touriste à Rome
- John Hennigan : Un ami de Nova[4]

- Chloe Lattanzi : Electra
Version française
  - Société de doublage : /
  - Direction artistique : Jay Walker
  - Adaptation des dialogues : /

Source VF : carton de doublage français télévisuel.

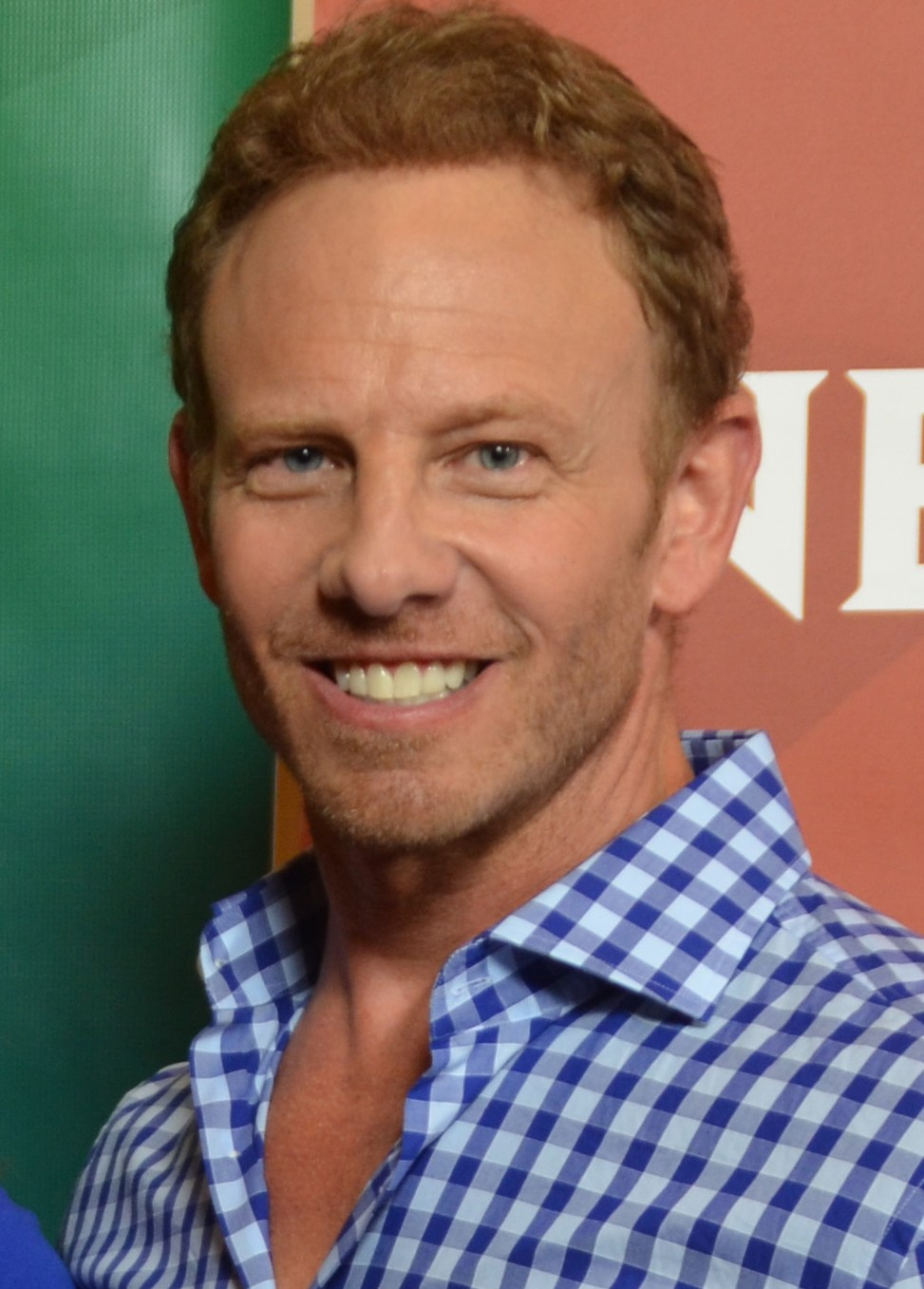
Ian Ziering interprète Fin Shepard
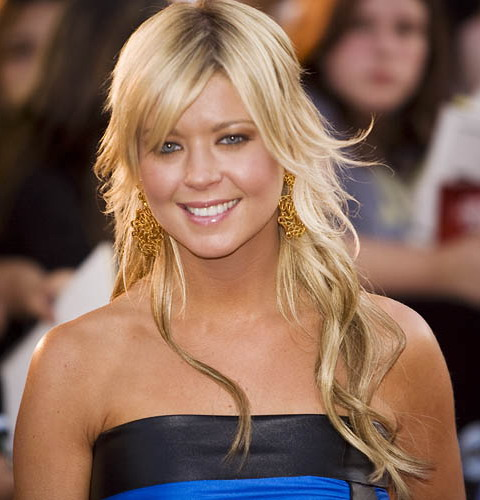
Tara Reid interprète April Wexler
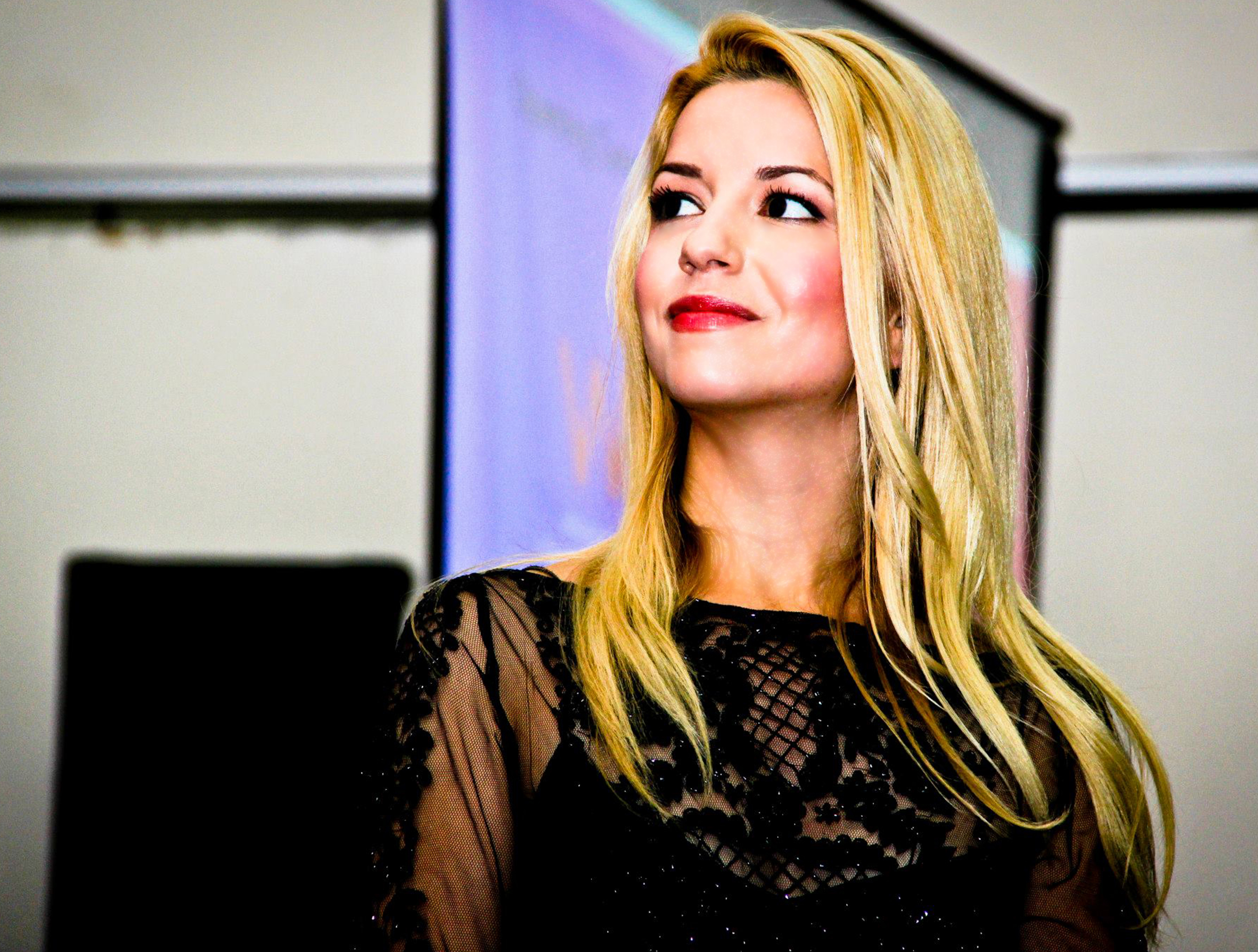
Masiela Lusha interprète Gemini.
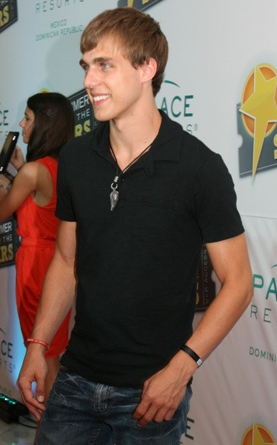
Cody Linley interprète Matt Shepard.

## Analyse
Le titre du film est un détournement de Global warming (en français : réchauffement planétaire).
Son slogan s'amuse à détourner celui de la campagne présidentielle de Donald Trump : « Faites de l'Amérique un appât à nouveau » (Make America Bait Again).